# Colombicallia albofasciata
Colombicallia albofasciata là một loài bọ cánh cứng trong họ Cerambycidae.